# إدوين فرانكو غولدمان
إدوين فرانكو غولدمان (بالإنجليزية: Edwin Franko Goldman)‏ هو قائد فرقة ‏ وملحن أمريكي، ولد في 1878 في لويفيل في الولايات المتحدة، وتوفي في 21 فبراير 1956 في نيويورك في الولايات المتحدة.

## وصلات خارجية
- إدوين فرانكو غولدمان على موقع ميوزك برينز (الإنجليزية)
- إدوين فرانكو غولدمان على موقع ديسكوغز (الإنجليزية)